# Nicolas Cage

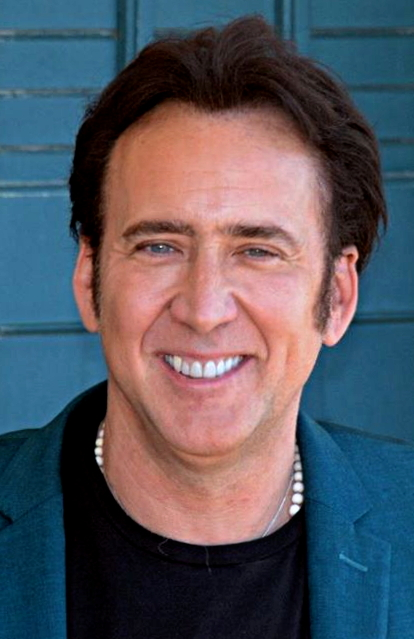
Nicolas Cage beim Festival des amerikanischen Films, 2013

Nicolas Cage, eigentlich Nicolas Kim Coppola (* 7. Januar 1964 in Long Beach, Kalifornien), ist ein US-amerikanischer Schauspieler, Filmproduzent und Oscar-Preisträger.

## Leben

### Herkunft und frühe Jahre
Nicolas Cages Vater ist der Italoamerikaner August Coppola, ein Professor für Literatur. Vorfahren seiner Mutter, der Tänzerin und Choreographin Joy Vogelsang (* 1. August 1935 in Illinois/USA; † 26. Mai 2021), stammen aus dem Raum Cochem an der Mosel. Er ist der Neffe des Filmregisseurs und -produzenten Francis Ford Coppola und der Schauspielerin Talia Shire. Er ist somit Cousin der Filmemacher Sofia und Roman Coppola, der Schauspieler Robert Coppola Schwartzman und Jason Schwartzman sowie des Produzenten Gian-Carlo Coppola.
Seine Mutter litt unter starken Depressionen, die auch zu stationären Klinikaufenthalten führten. 1976 ließ sich das Ehepaar scheiden, jedoch hielt er stets Kontakt zu seiner Mutter. Er interessierte sich schon in seiner frühesten Kindheit für das Filmgeschäft. Mit 15 Jahren nahm er professionellen Schauspielunterricht. Zwei Jahre später brach er die Beverly Hills High School ab, um sich auf seine Karriere zu konzentrieren.

### Schauspielerische Karriere
Sein Leinwanddebüt gab er 1982 in der Komödie Ich glaub’, ich steh’ im Wald.
Kurze Zeit später nahm er den Künstlernamen Cage (nach der Comic-Figur Luke Cage und dem avantgardistischen Künstler John Cage) an, um nicht den Eindruck zu erwecken, er werde wegen seines berühmten Onkels Francis Ford Coppola begünstigt, bzw. um dies auch tatsächlich zu verhindern. Dennoch gab ihm Coppola 1983 eine Rolle in seinem Film Rumble Fish. Nach dem Abschluss der UCLA School of Theater, Film and Television war Nicolas Cage unter anderem in den Filmen Cotton Club, Valley Girl, Peggy Sue hat geheiratet und Arizona Junior zu sehen. Der Durchbruch gelang ihm Ende der 1980er mit der Oscar-prämierten Komödie Mondsüchtig und in David Lynchs Wild at Heart, der als bester Film der Filmfestspiele von Cannes 1990 ausgezeichnet wurde.
1996 erhielt Cage für Leaving Las Vegas den Oscar als Bester Hauptdarsteller.
Die Filme The Rock – Fels der Entscheidung, Con Air, Face/Off – Im Körper des Feindes und Nur noch 60 Sekunden bescherten ihm in den Folgejahren vier seiner größten Erfolge an der Kinokasse. 1998 spielte er neben Meg Ryan in Stadt der Engel, einer Neuverfilmung des Wim-Wenders-Films Der Himmel über Berlin.
2002 erhielt er für Adaption – Der Orchideen-Dieb erneut eine Oscar-Nominierung. Zu sehen war er auch in dem Abenteuerfilm Das Vermächtnis der Tempelritter, außerdem führte er 2002 bei Sonny erstmals Regie. 2006 kamen die Filme Lord of War – Händler des Todes und World Trade Center in die deutschen Kinos.

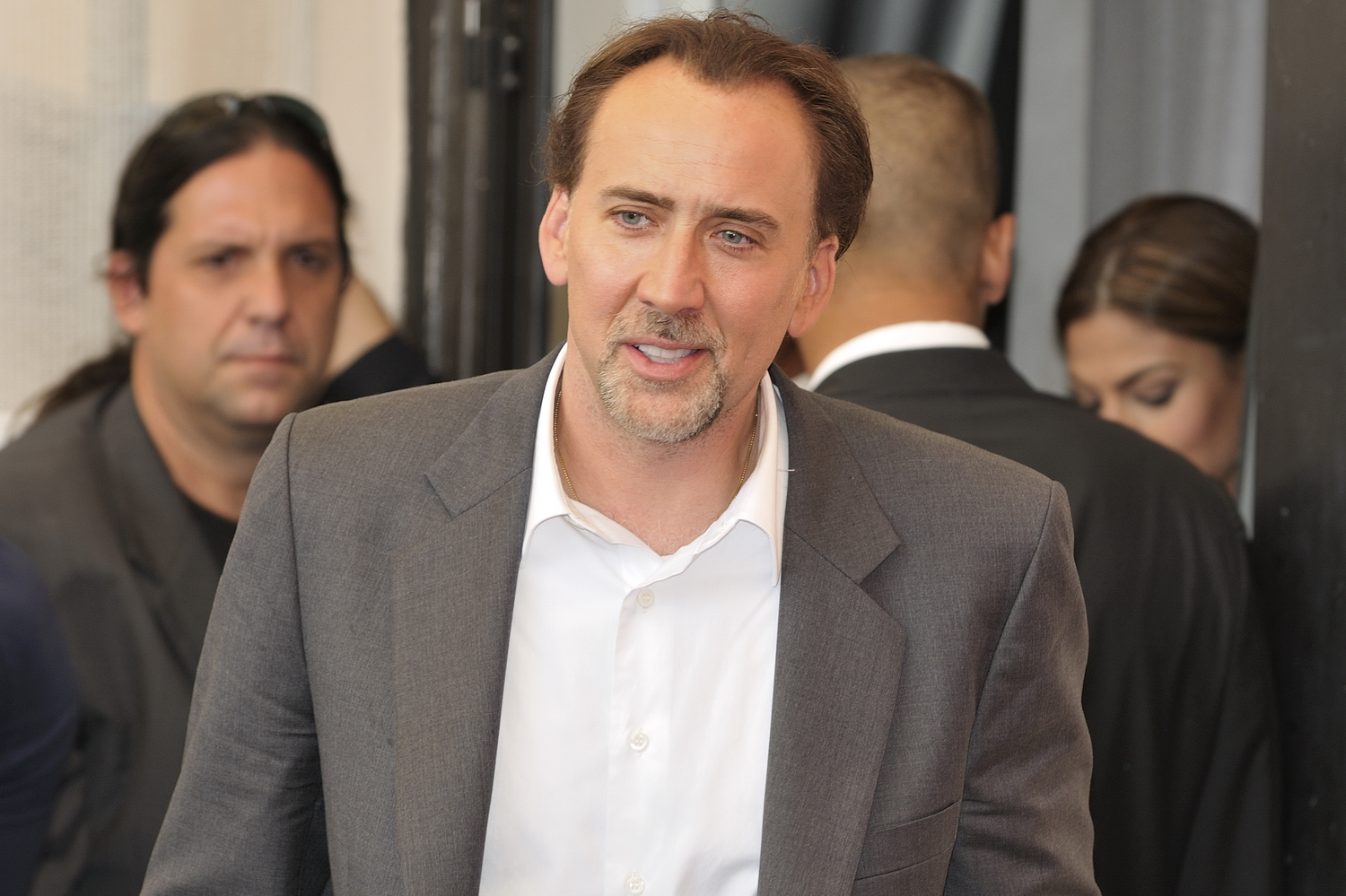
Nicolas Cage bei den 66. Filmfestspielen von Venedig 2009

Ab den 2010er Jahren spielte Cage vermehrt in Filmen mit, die keine oder nur eine eingeschränkte Kinoauswertung erfahren und Direct-to-Video-Produktionen waren. Ein großer Anteil der Produktionen sind Actionfilme. Er nahm Rollen eigener Aussage teilweise aus finanziellen Gründen an, weil er Schulden hatte. Im Rückblick erklärte er, dass die Arbeit sein „Schutzengel“ in jener Zeit, als er hochverschuldet war, gewesen ist. Sein Schaffen umfasst mehr als 100 Produktionen.
Cage war laut dem US-amerikanischen Forbes Magazine einer der am besten verdienenden männlichen Schauspieler in Hollywood. Zwischen Juni 2007 und Juni 2008 erhielt er Gagen in Höhe von 38 Mio. US-Dollar und rangierte hinter Will Smith, Johnny Depp, Eddie Murphy, Mike Myers, Leonardo DiCaprio, Bruce Willis und Ben Stiller auf Platz acht.
Mit Butcher’s Crossing und The Old Way, deren Dreharbeiten nacheinander im Oktober 2021 in Montana stattfanden, spielte er erstmals in Western mit.
Cage ist Eigentümer der Produktionsfirma Saturn Films, in deren Filmen er auch selbst mitspielt. In der Actionkomödie Massive Talent von 2022 spielt Cage sich selbst, wie er sich in einer beruflichen Schaffens- und einer persönlichen Identitätskrise befindet, verbunden mit zahlreichen Anspielungen auf seine früheren Filmrollen.
Zu dem im Jahr 2023 erschienenen Film Dream Scenario sagte Cage, dass er mit dem darin vorkommenden Professor Paul Matthews „vielleicht“ seine „persönlichste Rolle“ gespielt habe. Er habe die Rolle „kaum spielen müssen“. Angesprochen darauf, welche Rolle er spielen würde, wenn er in seinem Leben nur noch eine Rolle spielen dürfte, antwortete Cage im Jahr 2024 „Kapitän Nemo von Jules Verne“.

### Privates
Aus einer 1988 begonnenen Beziehung mit der Schauspielerin Christina Fulton hat er einen Sohn, Weston Coppola „Arcane“ Cage (* 1990), der in der Black-/Death-Metal-Band Eyes of Noctum sang und Lead-Sänger und Gitarrist der Oriental-Metal-Band Arsh Anubis ist. Anfang der 1990er Jahre war Cage mit der Schauspielerin Sarah Jessica Parker, die er bei den Dreharbeiten zu Honeymoon in Vegas (1992 erschienen) kennengelernt hatte, liiert.
1995 heiratete Cage die Schauspielerin Patricia Arquette, 2001 ließ er sich von ihr scheiden. 2002 heiratete er Lisa Marie Presley, die Tochter von Elvis Presley und Ex-Frau von Michael Jackson, von der er sich vier Monate später wieder trennte. Die Scheidung erfolgte 2004. In dritter Ehe war Cage von 2004 bis 2016 mit der Restaurantmitarbeiterin Alice Kim verheiratet, die am 3. Oktober 2005 den gemeinsamen Sohn Kal-El, benannt nach dem kryptonischen Namen von Superman, zur Welt brachte. Cage ist ein bekennender Comic-Fan. Er hat eine Sammlung von Superman-Ausgaben aus den 1930er und 1940er Jahren. In einigen Filmen, in denen Cage mitspielte, übernahm Alice Kim einen Cameo-Auftritt, so zum Beispiel in Next, in dem sie bei einem Zaubertrick eine Frau aus dem Publikum spielt. Im März 2019 heiratete Cage in Las Vegas die Maskenbildnerin Erika Koike, die er seit einem Jahr datete, und ließ die Ehe nach vier Tagen wieder annullieren. Im Februar 2021 heiratete Cage die damals 26- oder 27-jährige Riko Shibata. Im September 2022 wurde ihre gemeinsame Tochter August Francesca geboren.
Cage hält sich in seiner Villa in Las Vegas unter anderem eine Krähe als Haustier, das ihn eigenen Angaben zufolge an Edgar Allan Poe erinnert. Er erklärte außerdem, dass er ein Grufti sei und das Goth-Element an dieser Tierart möge. Nach dem Dreh des im Jahr 2022 erschienenen Films Pig kam ein Schwein dazu, das er sich in dem Garten derselben Villa hält. Cage hält sich dort außerdem einen Waran, einen Wels, einen Arowana und eine Schildkröte. Er besaß außerdem zwei Königskobras. Einen ersteigerten 276.000 Dollar teuren Dinosaurierschädel, der sich später als Diebesgut und Eigentum der Mongolei herausstellte, gab er dem Land zurück.
Schwarzlichtposter hält Cage für eine vergessene Kunstform, weshalb er sich in seinem Zuhause in Las Vegas eine entsprechende Dunkelkammer eingerichtet hat.
2006 übernahm Cage den Herrschaftssitz der Freiherren von Brand, Schloss Neidstein in Etzelwang bei Amberg (Oberpfalz). Jedoch verkaufte er das Anwesen Anfang 2009, um Schulden begleichen zu können.
Am 4. Dezember 2009 erhielt Cage für sein humanitäres Engagement bei Amnesty International von den Vereinten Nationen die Auszeichnung „Weltbürger des Jahres“ (Global Citizen of the Year) und wurde zum Botschafter guten Willens ernannt.
Cage hatte, obwohl er im Laufe seiner Karriere insgesamt über 150 Mio. US-Dollar an Gagen erhielt, teils aufgrund seines mitunter verschwenderischen Lebensstils (insbesondere jedoch durch den als Geldanlage intendierten Kauf exotischer Immobilien) 2009, nach dem Platzen der Immobilienblase, keine Geldmittel mehr und 14 Millionen Dollar Steuerschulden. Cage verklagte seinen früheren Finanzmanager, von dem er sich betrogen fühlte. Der machte in einer Gegenklage geltend, dass Cage allein im Jahr 2007 rund 33 Millionen Dollar für Häuser, 22 Automobile, Schmuck, Kunst und exotische Sammlerstücke ausgegeben habe. Cage trennte sich infolge seiner Verschuldung von teuren Immobilien (bspw. verkaufte er eine Bahamainsel und ein Spukhaus in New Orleans) und verlegte seinen Wohnsitz aus steuerlichen Gründen nach Nevada. Im Jahr 2022 gab Cage an, seine Schulden beglichen zu haben. Er wies in Interviews mit 60 Minutes und Der Spiegel darauf hin, nie in Insolvenz gegangen zu sein, weil er aus eigener Kraft schuldenfrei sein wollte.

## Filmografie (Auswahl)

### Schauspieler
- 1981: Best of Times (Fernsehfilm)
- 1982: Ich glaub’, ich steh’ im Wald (Fast Times at Ridgemont High)
- 1983: Rumble Fish
- 1983: Valley Girl
- 1984: Birdy
- 1984: Die Zeit verrinnt, die Navy ruft (Racing with the Moon)
- 1984: Cotton Club (The Cotton Club)
- 1986: Peggy Sue hat geheiratet (Peggy Sue Got Married)
- 1986: Finish – Endspurt bis zum Sieg (The Boy in Blue)
- 1987: Mondsüchtig (Moonstruck)
- 1987: Arizona Junior (Raising Arizona)
- 1988: Das Highway-Trio (Never on Tuesday)
- 1989: Vampire’s Kiss
- 1989: Zeit zu leben, Zeit zu sterben (Tempo di uccidere)
- 1990: Airborne – Flügel aus Stahl (Fire Birds)
- 1990: Wild at Heart – Die Geschichte von Sailor und Lula (Wild at Heart)
- 1991: Zandalee – Das sechste Gebot (Zandalee)
- 1992: … aber nicht mit meiner Braut – Honeymoon in Vegas (Honeymoon in Vegas)
- 1993: Red Rock West
- 1993: Deadfall
- 1993: Amos & Andrew – Zwei fast perfekte Chaoten (Amos & Andrew)
- 1994: 2 Millionen Dollar Trinkgeld (It Could Happen to You)
- 1994: Tess und ihr Bodyguard (Guarding Tess)
- 1994: Schneesturm im Paradies (Trapped in Paradise)
- 1995: Kiss of Death
- 1995: Leaving Las Vegas
- 1996: The Rock – Fels der Entscheidung (The Rock)
- 1997: Con Air
- 1997: Im Körper des Feindes (Face/Off)
- 1998: Spiel auf Zeit (Snake Eyes)
- 1998: Stadt der Engel (City of Angels)
- 1999: 8mm – Acht Millimeter (8MM)
- 1999: Bringing Out the Dead – Nächte der Erinnerung (Bringing Out the Dead)
- 2000: Nur noch 60 Sekunden (Gone in Sixty Seconds)
- 2000: Family Man (The Family Man)
- 2001: Corellis Mandoline (Captain Corelli’s Mandolin)
- 2001: Ein Weihnachtsmärchen (Christmas Carol: The Movie)
- 2002: Adaption – Der Orchideen-Dieb (Adaptation.)
- 2002: Windtalkers
- 2002: Sonny
- 2003: Tricks (Matchstick Men)
- 2004: Das Vermächtnis der Tempelritter (National Treasure)
- 2005: Lord of War – Händler des Todes (Lord of War)
- 2005: The Weather Man
- 2006: Wicker Man
- 2006: World Trade Center
- 2006: Lucas, der Ameisenschreck (The Ant Bully, Stimme)
- 2007: Ghost Rider
- 2007: Grindhouse im Fake-Trailer Werewolf Women of the SS
- 2007: Next
- 2007: Das Vermächtnis des geheimen Buches (National Treasure: Book of Secrets)
- 2008: Bangkok Dangerous
- 2009: Astro Boy – Der Film (Astro Boy, Stimme)
- 2009: Knowing – Die Zukunft endet jetzt (Knowing)
- 2009: G-Force – Agenten mit Biss (G-Force, Stimme)
- 2009: Bad Lieutenant – Cop ohne Gewissen (Bad Lieutenant: Port of Call New Orleans)
- 2010: Kick-Ass
- 2010: Duell der Magier (The Sorcerer’s Apprentice)
- 2011: Drive Angry
- 2011: Der letzte Tempelritter (Season of the Witch)
- 2011: Pakt der Rache (Seeking Justice)
- 2011: Trespass
- 2012: Ghost Rider: Spirit of Vengeance
- 2012: Stolen
- 2013: Die Croods (The Croods, Stimme)
- 2013: Frozen Ground (The Frozen Ground)
- 2013: Joe – Die Rache ist sein (Joe)
- 2014: Tokarev – Die Vergangenheit stirbt niemals (Rage)
- 2014: Left Behind
- 2014: Outcast – Die letzten Tempelritter (Outcast)
- 2014: Dying of the Light – Jede Minute zählt (Dying of the Light)
- 2015: Der Kandidat – Macht hat ihren Preis (The Runner)
- 2015: Pay the Ghost
- 2016: The Trust
- 2016: Dog Eat Dog
- 2016: Army of One
- 2016: USS Indianapolis: Men of Courage
- 2016: Snowden
- 2017: Vengeance – Pfad der Vergeltung (Vengeance: A Love Story)
- 2017: Arsenal
- 2017: Tödliches Verlangen (Inconceivable)
- 2017: Mom and Dad
- 2017: The Humanity Bureau – Flucht aus New America (The Humanity Bureau)
- 2018: 211 – Cops Under Fire
- 2018: Teen Titans Go! To the Movies (Stimme)
- 2018: Mandy
- 2018: The Watcher – Willkommen im Motor Way Motel (Looking Glass)
- 2018: Between Worlds
- 2018: Spider-Man: A New Universe (Spider-Man: Into the Spider-Verse, Stimme)
- 2019: Die Farbe aus dem All (Color Out of Space)
- 2019: A Score to Settle
- 2019: Running with the Devil
- 2019: Kill Chain
- 2019: Primal – Die Jagd ist eröffnet (Primal)
- 2019: Grand Isle – Mörderische Falle (Grand Isle)
- 2020: Jiu Jitsu
- 2020: Die Croods – Alles auf Anfang (The Croods: A New Age) (Stimme)
- 2021: Die Geschichte der Schimpfwörter (Netflix-Miniserie)
- 2021: Prisoners of the Ghostland
- 2021: Willy’s Wonderland
- 2021: Pig
- 2022: Massive Talent (The Unbearable Weight of Massive Talent)
- 2022: Butcher’s Crossing
- 2023: The Old Way
- 2023: Renfield
- 2023: The Flash
- 2023: Sympathy for the Devil
- 2023: Dream Scenario
- 2023: The Retirement Plan
- 2024: Arcadian – Sie kommen in der Nacht (Arcadian)
- 2024: The Surfer
- 2024: Longlegs
- 2025: Gunslingers

### Produzent
- 2000: Shadow of the Vampire
- 2002: Sonny (auch Regie)
- 2003: Das Leben des David Gale (The Life of David Gale)
- 2005: Lord of War – Händler des Todes (Lord of War)
- 2006: Wicker Man – Ritual des Bösen (The Wicker Man)
- 2007: Next
- 2008: Bangkok Dangerous
- 2009: Bad Lieutenant – Cop ohne Gewissen (Bad Lieutenant: Port of Call New Orleans)
- 2010: Duell der Magier (The Sorcerer’s Apprentice)
- 2012: Noch tausend Worte (A Thousand Words)
- 2017: Vengeance – Pfad der Vergeltung (Vengeance: A Love Story)
- 2022: Massive Talent (The Unbearable Weight of Massive Talent)
- 2023: Sympathy for the Devil
- 2024: Arcadian – Sie kommen in der Nacht (Arcadian)
- 2024: Longlegs

## Videospiele
- 2016: Dead by Daylight (Nicolas Cage Stimme, DLC: Nicolas Cage 28,5 von Juli 2023)[25]

## Musik
- 1990: David Lynch’s Wild At Heart (Original Motion Picture Soundtrack) (Songs: Love Me & Love me Tender)[26]
- 1991: Love Me[27]
- 1992: David Bromberg, Nicolas Cage – Davy Crockett[28]

## Deutsche Synchronstimmen
Nicolas Cage wird seit 1994 auf Deutsch überwiegend von Martin Keßler synchronisiert. Abweichend davon unter anderem in den Filmen Wild at Heart von Rolf Zacher, in Adaption und Tricks von Ronald Nitschke, in Leaving Las Vegas von Michael Christian und in Birdy von Ulrich Gressieker.

## Auszeichnungen
| Oscars - 1996: Bester Hauptdarsteller (Leaving Las Vegas) - 2003: Nominierung Bester Hauptdarsteller (Adaption – Der Orchideen-Dieb) Golden Globes - 1988: Nominierung Bester Hauptdarsteller – Komödie oder Musical (Mondsüchtig) - 1993: Nominierung Bester Hauptdarsteller – Komödie/Musical (… aber nicht mit meiner Braut – Honeymoon in Vegas) - 1996: Bester Hauptdarsteller – Drama (Leaving Las Vegas) - 2003: Nominierung Bester Hauptdarsteller – Komödie/Musical (Adaption – Der Orchideen-Dieb) Blockbuster Entertainment Awards - 1997: Lieblingsschauspieler Action/Abenteuer (The Rock – Fels der Entscheidung) - 1998: Lieblingsschauspieler Action/Abenteuer (Im Körper des Feindes) und (Con Air) - 1999: Lieblingsschauspieler Drama/Romanze (Stadt der Engel) - 2001: Lieblingsschauspieler – Komödie/Romanze (Family Man) - 2001: Nominierung Lieblingsschauspieler – Action (Nur noch 60 Sekunden) Boston Society of Film Critics Awards - 1995: Bester Hauptdarsteller (Leaving Las Vegas) Chicago Film Critics Association Awards - 1996: Bester Hauptdarsteller (Leaving Las Vegas) - 2003: Nominierung Bester Hauptdarsteller (Adaption.) Chlotrudis Awards - 1996: Nominierung Bester Hauptdarsteller (Leaving Las Vegas) - 2003: Nominierung Bester Hauptdarsteller (Adaption – Der Orchideen-Dieb) - 2010: Nominierung Bester Hauptdarsteller (Bad Lieutenant – Cop ohne Gewissen) Dallas Fort Worth Film Critics Association Awards - 1996: Bester Hauptdarsteller (Leaving Las Vegas) Independent Spirit Awards - 1990: Beste männliche Leitung (Vampire’s Kiss) - 1996: Beste männliche Leitung (Leaving Las Vegas) London Critics’ Circle Film Award - 1995: Nominierung Schauspieler des Jahres (Adaption – Der Orchideen-Dieb) Los Angeles Film Critics Association Awards - 1995: Bester Hauptdarsteller (Leaving Las Vegas) National Board of Review - 1995: Bester Hauptdarsteller (Leaving Las Vegas) National Society of Film Critics Awards - 1996: Bester Hauptdarsteller (Leaving Las Vegas) - 2010: 3ter Platz Bester Hauptdarsteller (Bad Lieutenant – Cop ohne Gewissen) | New York Film Critics Circle Awards - 1995: Bester Hauptdarsteller (Leaving Las Vegas) Online Film Critics Society Awards - 2003: Nominierung Bester Hauptdarsteller (Adaption.) Phoenix Film Critics Society Awards - 2003: Nominierung Bestes Actionteam mit Chris Cooper, Brian Cox, Cara Seymour, Meryl Streep und Tilda Swinton (Adaption.) - 2003: Nominierung Bester Hauptdarsteller (Adaption.) Goldene Kamera - 2007: Film International Walk of Fame - 1998: Stern auf der Hollywood Walk of Fame - 2016: Ehrung mit einem Stern auf dem „Walk of Fame“ des Oldenburger Filmfestes MTV Movie Awards - 1997: Bestes Film-Team mit Sean Connery (The Rock – Fels der Entscheidung) - 1998: Bestes Film-Team mit John Travolta (Im Körper des Feindes) - 1998: Nominierung Bester Hauptdarsteller (Im Körper des Feindes) - 1999: Nominierung Bestes Film-Team zusammen mit Meg Ryan (Stadt der Engel) San Sebastian International Film Festival - 1995: Bester Hauptdarsteller (Leaving Las Vegas) Satellite Awards - 2003: Nominierung Bester Hauptdarsteller – Komödie/Musical (Adaption.) Screen Actors Guild Awards - 1996: Bester Hauptdarsteller (Leaving Las Vegas) - 2003: Nominierung Bester Hauptdarsteller (Adaption.) - 2003: Nominierung Bestes Schauspielensemble mit Chris Cooper, Brian Cox, Cara Seymour, Meryl Streep und Tilda Swinton (Adaption.) Sitges – Catalonian International Film Festival - 1989: Bester Hauptdarsteller (Vampire’s Kiss) Teen Choice Awards - 2010: Choice Movie Actor: Action Adventure (Kick-Ass) Toronto Film Critics Association Awards - 2002: Bester Hauptdarsteller (Adaption.) - 2009: Bester Hauptdarsteller (Bad Lieutenant – Cop ohne Gewissen) Visual Effects Society Awards - 2003: Nominierung Bester Hauptdarsteller Effektfilm (Adaption.) |

Negativpreise
Goldene Himbeere
- 2007: Nominierung Schlechtester Film (gemeinsam mit Randall Emmett, Norm Golightly, Avi Lerner und Joanne Sellar) für Wicker Man – Ritual des Bösen
- 2007: Nominierung Schlechtester Schauspieler in Wicker Man – Ritual des Bösen
- 2007: Nominierung Schlechteste Filmpaarung für „Nicolas Cage und sein Bärenanzug“ in Wicker Man – Ritual des Bösen
- 2007: Nominierung Schlechteste Neuverfilmung oder billigster Abklatsch (gemeinsam mit Randall Emmett, Norm Golightly, Avi Lerner und Joanne Sellar) für Wicker Man – Ritual des Bösen
- 2008: Nominierung Schlechtester Schauspieler in Ghost Rider, Next und Das Vermächtnis des geheimen Buches
- 2012: Nominierung Schlechtester Schauspieler in Drive Angry, Der letzte Tempelritter und Trespass
- 2012: Nominierung Schlechteste Filmpaarung für „Nicolas Cage und jeder, der mit ihm in einem seiner Filme von 2011 zu sehen war“ in Drive Angry, Der letzte Tempelritter und Trespass
- 2013: Nominierung Schlechtester Film (gemeinsam mit Alain Chabat, Stephanie Danan, Norman Golightly, Brian Robbins und Sharla Sumpter Bridgett) für Noch tausend Worte
- 2013: Nominierung Schlechtester Schauspieler in Ghost Rider: Spirit of Vengeance und Pakt der Rache
- 2015: Nominierung Schlechtester Schauspieler in Left Behind
- 2017: Nominierung Schlechtester Nebendarsteller in Snowden
- 2022: Nominierung Himbeeren-Erlöser-Preis für Pig

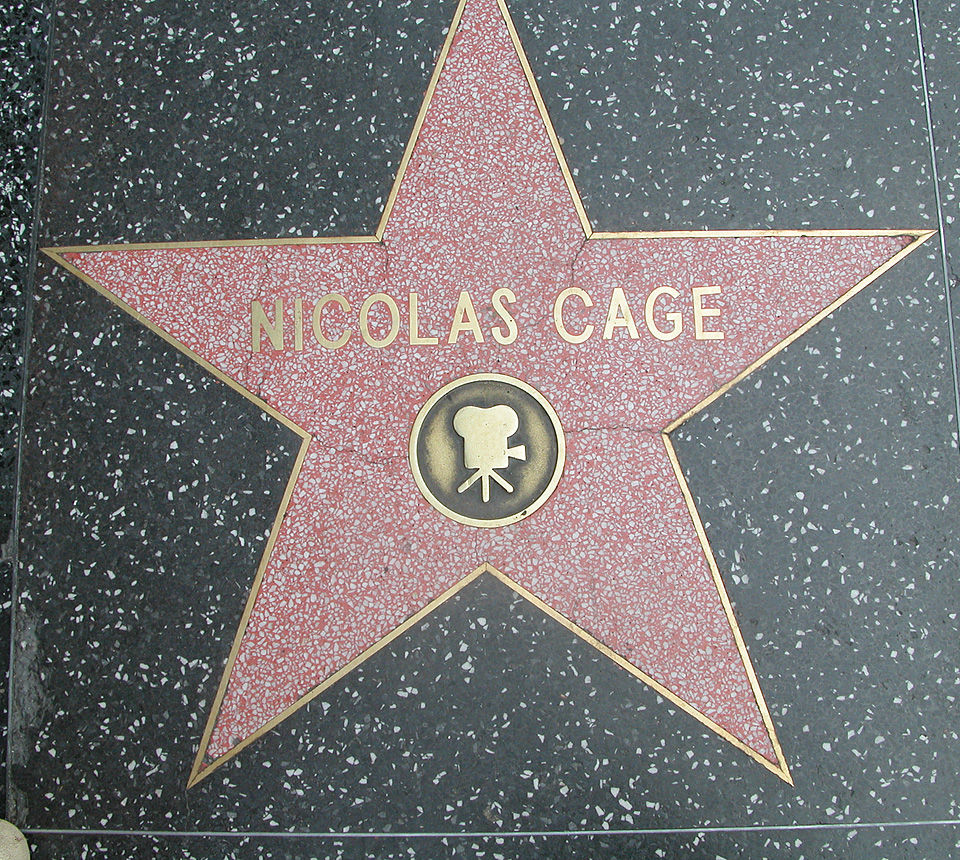
Stern von Nicolas Cage auf dem Hollywood Walk of Fame, Los Angeles

## Dokumentarfilme
- Biographer DE: Was geschah mit Nicolas Cage auf YouTube, 18. September 2022 (Laufzeit: 45:35).
- ARTE: Nicolas Cage: Vom Hollywood-Star zum König der B-Filme auf YouTube, 25. November 2021 (Laufzeit: 21:21).